# Gibson L-4
Gibson L-4 je oznaka nekoliko modela gitara tvrtke Gibson Guitar Corporation. Model L-4 predstavljen je 1911. kao akustična ritam gitara s ovalnim zvučnim otvorom. Predstavljena je kao glasniji model prethodnih uspješnih modela L-1 i L-3. Tijekom 1920-ih, u rukama glazbenih inovatora kao što je Eddie Lang postala je najpoznatnija jazz ritam gitara. Tijekom 1930-ih ovalni otvor je zamijenjena s dva otvora f-oblika.
Kako bi se zadovoljile potrebe nadolazećeg novog novog električnog doba glazbe, godine 1948., na osnovi modela L-4, nastao je model električne gitare ES-175, koji je imao laminiranu prednju ploču tijela gitare. Prvi modeli su isporučivani u malim serijama tijekom 1950-ih, te je model usavršava tijekom kasnijeg desetljeća.
S vremenom dizajn je dosegao vrhunac, rezultat čega je model L-4 CES. L-4 CES bila je električna gitara izdana u ograničenoj seriji od svega 20 primjeraka 1958. 
Ponovno je uvedena na tržište kasnije 1980-ih, te je u prodaji sve do danas.